# فرن بو
فرن بو (به انگلیسی:Fran Bow) یک بازی ماجراجویی گرافیکی آمیخته به عناصر وحشت روان‌شناختی می‌باشد که توسط کیل‌ماندی گیمز( به انگلیسی:killmondaygames) توسعه و تولید شده است. این بازی در سال ۲۰۱۵ برای کامپیوتر و در سال ۲۰۱۶ برای سیستم عامل‌های گوشی منتشر شد.در سال ۲۰۲۳ این بازی برای ایکس‌‎باکس سری اکس/اس، ایکس‌باکس وان، نینتندو سوئیچ و پلی‌استیشن ۴ عرضه شد.

## پی‌رنگ
جریان بازی در سال ۱۹۹۴ رخ می‌دهد و داستان فرن دختری ده‌ساله که پس از دیدن قتل والدینش با بیماری روانی روبه‌رو می‌شود، را روایت می‌کند. سپس او را تنها در جنگل می‌یابند به تیمارستان ازوالد منتقلش می‌کنند. که باعث جدایی فرن از گربهٔ سیاه و تنها دوستش، مستر میدنایت، می‌شود. 
زیر نظر روانپزشک دکتر مارسل دیرن به فرن قرص‌هایی تجویز می‌شود این قرص‌ها توهمات روشن و واضحی از یک دنیای موازی فانتازماگوریک در ذهن فرن ایجاد می‌کنند که تیمارستان ازوالد را با لکه‌های خون، پیام‌های مبهم و مرموز، شکنجه‌های هولناک، تحقیق و پژوهش بر روی انسان‌ها در زمینهٔ روان‌پزشکی و عصب‌شناسی، موجودات سایه‌ای ماورایی و همچنین عامل بدبختی فرن یعنی موجود شیطانی‌ای به نام رمور که که گفته می‌شود والدینش را کشته است. 
فرن برای فرار از اسارتش ، پیدا کردن گربه‌اش و بازگشت به خانه از زندان می‌گریزد و به جنگلی شبانه پناه می‌برد که در آن با ارواح طبیعت مواجه می‌شود. سپس فرن و مستر میدنایت در خانه‌ای تسخیر شده به دام می‌افتند که متعلق به دوقلوهای به‌هم‌چسبیده‌ای به نام کلارا و میا بوهالمت است؛ که ادعا می‌کنند آنها را گروگان گرفته‌اند تا فرن را مجبور کنند مراسمی را به‌منظور جداسازی آنها انجام دهد. فرن در نهایت موفق به فریب دادن دوقلوها می‌شود سپس گربه‌اش را برمی‌دارد و فرار می‌کند. زمانی که این دختر سعی می‌کند می‌خواهد از روی پلی ساخته شده از ریشه‌های درخت عبور کند، آن پل خراب می‌شود و فرو می‌ریزد. زمانی که فرن بیدار می‌شود، درمی‌یابد که به درختی در جهان سرزنده‌تری به نام ایثرستا، دنیایی که در آن سبزیجات، حشرات، مخروط‌های کاج و ریشه‌ها به طور هماهنگ زندگی می‌کنند، تبدیل شده‌است. در آنجا فرن با پالنتراس روبرو می‌شود آشنا می‌شود که به او کمک می‌کند تا به خانه‌اش بازگردد. وی پس از ترک ایثرستا با ایتوارد، موجودی عظیم‌الجثه و اسکلتی ملاقات می‌کند. او پی می‌برد که این ایتوارد بود که در جستجوی مستر میدنایت به او یاری رسانده بود. ایتوارد قصد دارد وی را با ماشین پرندهٔ خود به خانه ببرد.
با این وجود، ارواح خبیث باعث سقوط ماشین پرنده می‌شوند و آن را سرنگون می‌کنند و در نتیجه فرن بو و ایتوارد از هم جدا می‌شوند. فرن حوالی خانه‌اش به‌هوش می‌آید و دکتر دیرن او را با خود می‌برد. پس از سر زدن به مزار والدین فران، رمور از راه رسیده و هر دوی آن‌ها را به اسارت می‌گیرد. وی در بعدی شبیه به جهنم اسیر می‌شود که تحت حکومت مابوکا، مادر رمور، است. در ادامه مشخص می‌شود که عمهٔ فران، گریس و دکتر ازوالد، که سابقهٔ آزمایش روی گریس و مادر فرن را دارد، هستند که با تسخیر بدن فرن توسط رمور، او را وادار به قتل والدینش کردند، چراکه معتقد بودند رنج و عذاب فرن برای پیشبرد آزمایش آن‌ها ضروری است. وقتی ازوالد به فرن شلیک می‌کند، ایتوارد و پالنتراس برای نجاتش می‌رسند و گریس و دکتر ازوالد را می‌کشند. فرن که دوباره به زندگی بازگشته، همراه با مستر میدنایت، ایتوارد و پالنتراس و با خود عهد می‌بندد که پس از این شادی را در زندگی‌اش پیدا کند.
فرن و دیگر شخصیت‌ها در طی بازی با با آسیب‌های روحی کشمکش دارند، از آزارهایی که از سوی والدین و پزشکان دیده‌اند جان سالم به در می‌برند و مفهوم زندگی در دنیایی پر از مخلوقات و ارواح گوناگون را کشف می‌کنند.

## فروش
سایت متاکریتیک در ماه اول ده هزار نسخه از آن را فروختدر سایت متاکریتیک بازی توانست از مجموعه نظر مخاطبان  شرکت کننده در نظر سنجی سایت، نمره ۷ از ۱۰ را کسب نماید

## ویروس‌غم: یک داستان کوتاه
فرن بو در بازی ویروس‌غم: یک داستان کوتاه به‌عنوان یک عروسک زنده نیز حضور دارد که با اجازهٔ کیل‌ماندی گیمز استفاده شده‌است. فرن بو در بازی ویروس‌غم: یک داستان کوتاه هیچ ارتباط داستانی رسمی با بازی اصلی ندارد و در عوض یک شخصیت مهمان در دنیای بازی ویدیویی جداگانه‌ای است.